# Aeropuerto de Londres-Southend

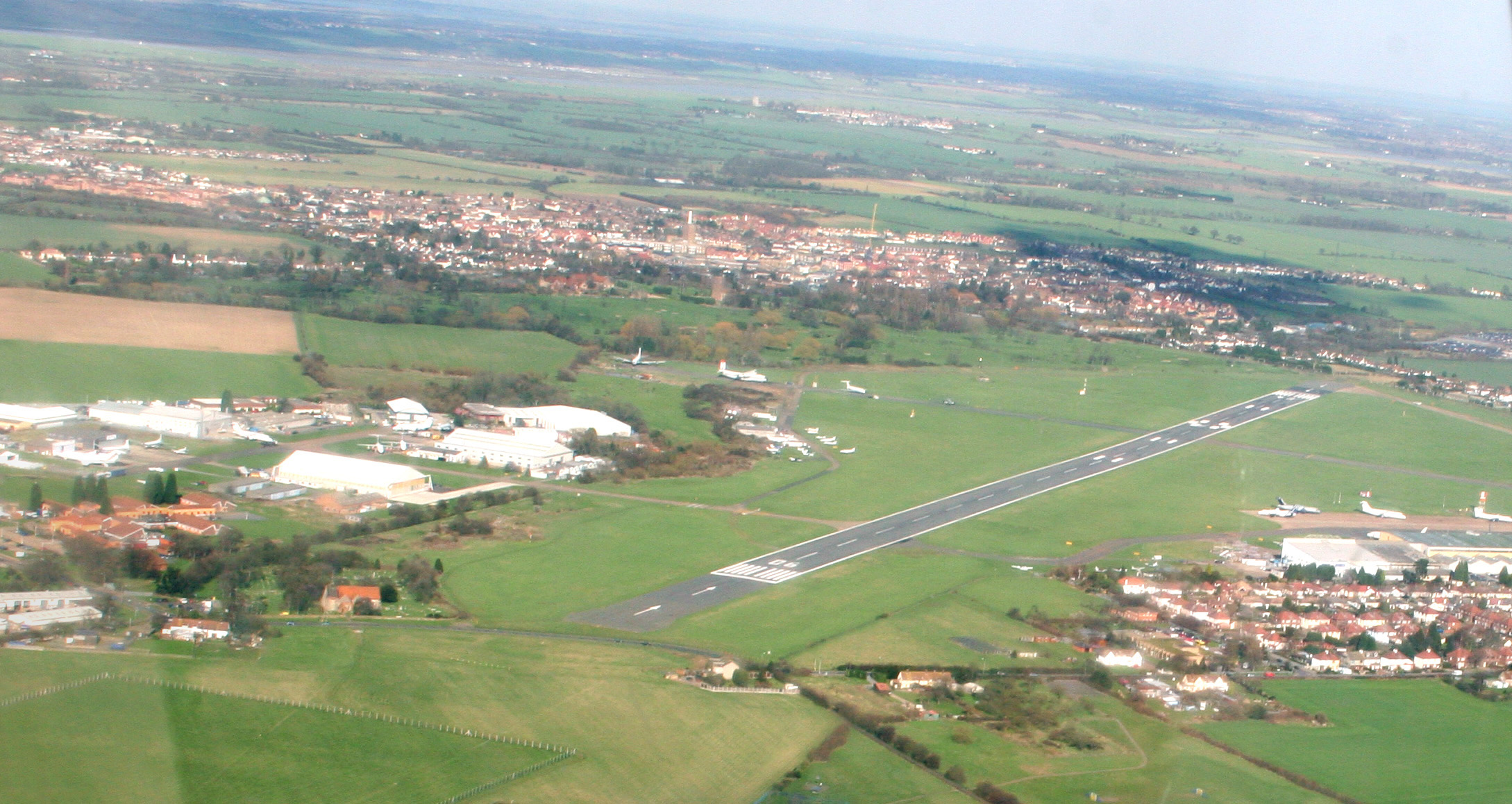
Vista aérea hacia el noreste previo a la extensión de la pista.

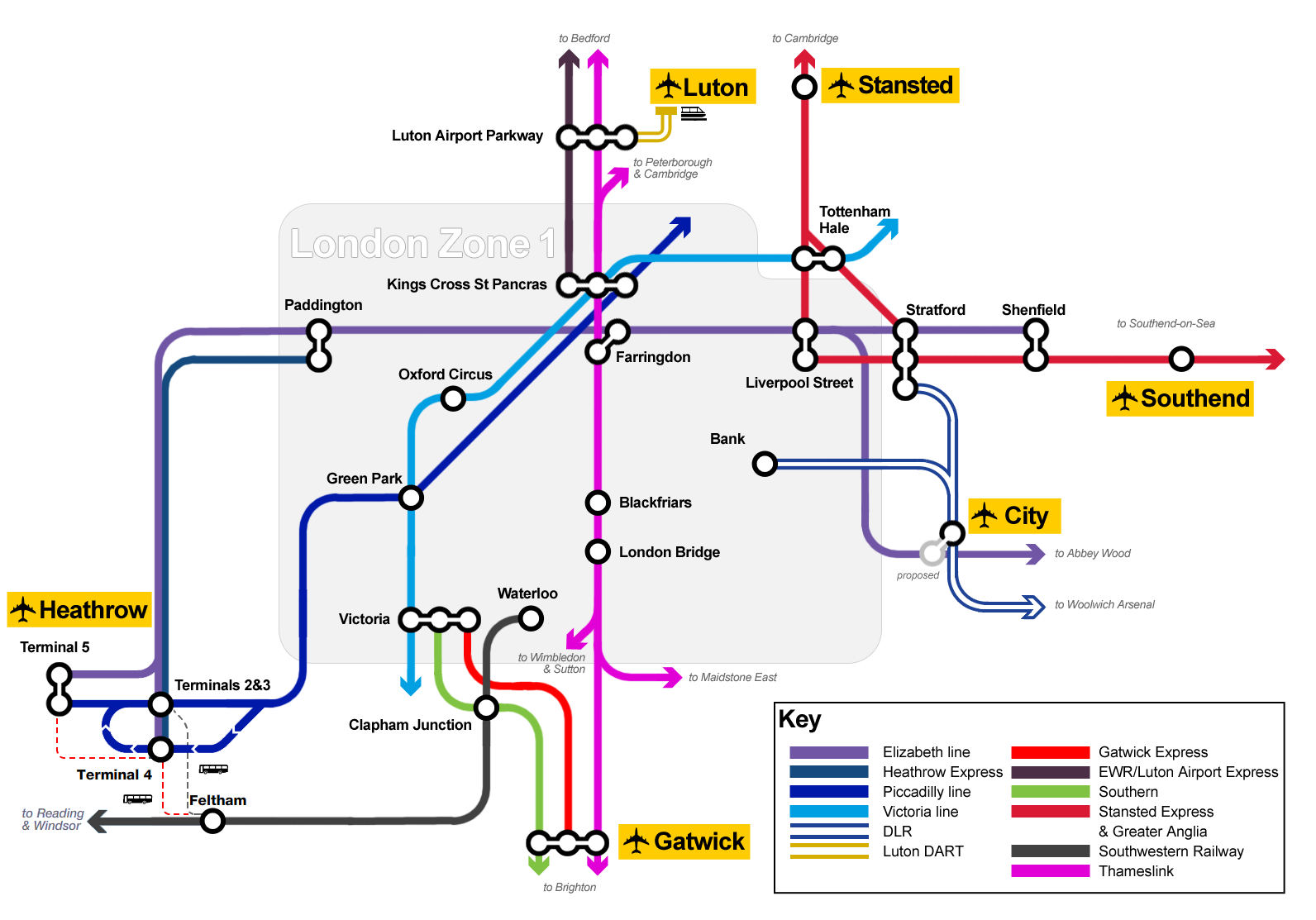
Mapa de las principales conexiones de tren y subte entre los aeropuertos de Londres. No indica tarifa, distancia, velocidad, accesibilidad, confiabilidad, nivel de partículas en suspensión, ocupación, ni rutas alternativas. Las paradas cambian cualquier día. London Bridge no es Tower Bridge.

Mapa de Greater Anglia, la empresa de tren que para en el aeropuerto.

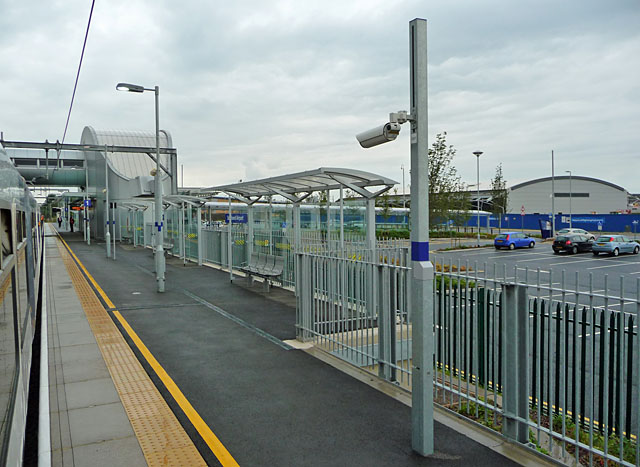
Estación Southend Airport. A la derecha se puede ver la terminal.

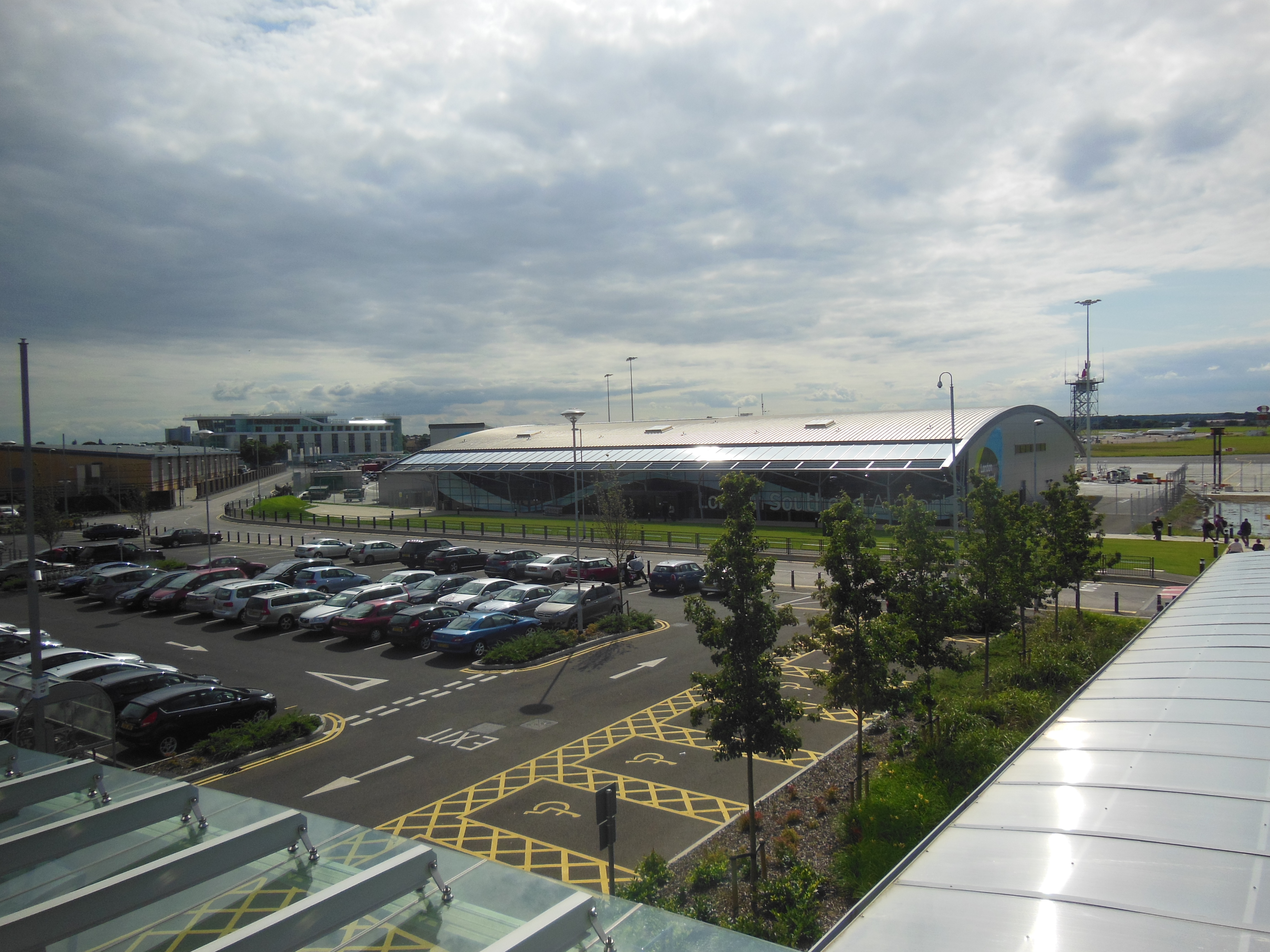
Terminal previo a ser ampliada vista desde la estación de tren.

El Aeropuerto de Londres-Southend (IATA: SEN, ICAO: EGMC) es un aeropuerto internacional en el distrito de Rochford en Essex, Inglaterra.
Durante la década de 1960, Southend fue el tercer aeropuerto más transitado en el Reino Unido. Se mantuvo como el tercer aeropuerto de mayor tráfico de Londres en términos de pasajeros atendidos hasta el final de la década de 1970, cuando el papel de "tercer aeropuerto de Londres" pasó al aeropuerto de Stansted. Después de su compra por parte de Stobart Group en 2008, que ha establecido un programa permanente de desarrollo, con un terminal de nueva construcción y la torre de control, un eje extendido, y un servicio de tren regular que va desde la estación del aeropuerto de Southend a la estación de Liverpool Street en el centro de Londres.
EasyJet inició los servicios que funcionan mediante la apertura de una base en Southend, en abril de 2012. La empresa irlandesa Aer Lingus Regional inició vuelos regulares a Dublín en mayo. Como resultado de ello, el aeropuerto ha visto un rápido aumento en el número de pasajeros. Alrededor de 617.000 pasajeros utilizaron el aeropuerto durante el año 2012. Con 721.661 pasajeros en los 12 meses siguientes al inicio de estos servicios. El número de pasajeros ha crecido hasta aproximadamente 970 000 en 2013. El operador aeroportuario esperaba aumentar el número de pasajeros a dos millones por año en 2020. Ryanair cesó su base en 2021.

## Descripción
El aeropuerto está localizado entre los centros de los pueblos de Rochford y Southend, 1,5 NM (2,8 km; 1,7 mi) al norte de Southend, en el condado de Essex, 36 millas (58 km) al este del centro de Londres. Tiene una sola pista de asfalto de 1.856 metros (6.089 ft) de largo en un eje suroeste/noreste y es capaz de acoger aeronaves hasta Boeing 757. El aeropuerto no es apto para aeronaves de cuerpo ancho.
La terminal actual se terminó en febrero de 2012, y alberga dos cafeterías, un bar, tienda libre de impuestos, una librería W H Smith, cajeros automáticos (que dispensan euros y libras esterlinas), una agencia de cambio Moneycorp, alquiler de taxi, alquiler de automóviles de Europcar y Hertz, y un lounge. La terminal desde entonces ha sido extendida 90 metros, casi triplicando la capacidad.
La terminal anterior ahora proporciona instalaciones para el manejo de aeronaves ejecutivas, con lounge empresarial y salones de conferencia, vuelo de plus que informa instalaciones para pilotos y un punto de asistencia de seguridad.

## Beneficios
- Bajo nivel de utilización.
- Una sola terminal.
- Estación de tren.

## Acceso

### Tren
Desde el 2011 aeropuerto posee su propia estación de tren junto a la terminal, la Estación Southend Airport sobre la Línea Shenfield-Southend, la cual es servida por Abellio Greater Anglia conectando el aeropuerto con la Estación Liverpool Street en Londres hasta 8 veces por hora en pico y la Estación Southend Victoria en la otra dirección. El trayecto a Londres toma unos 55 minutos.
Un tren posterior ha sido agregado hacia Londres cada noche excepto la del sábado, así como otro más temprano cada día, excepto la mañana del domingo.

### Bus
El aeropuerto está servido por los autobuses operados por Arriva Southend de la entrada del aeropuerto a Southend (7, 8 y 9), Rochford (7 y 8), Ashingdon (7), Hawkwell (8), Hockley (7 y 8), Eastwood (9) y Rayleigh (7, 8 y 9). Las rutas 7, 8 y 9 son normalmente operadas por modernos  autobuses de piso bajo de acceso fácil. First Essex opera la ruta Essex Airlink X30 de la terminal a Chelmsford y al Aeropuerto de Stansted.

## Aerolíneas y destinos

### Pasajeros

#### Destinos internacionales
| Ciudades por países | Nombre del aeropuerto                         | Aerolíneas                                       | Aeronaves | Frecuencias semanales |
| África              | África                                        | África                                           | África    | África                |
| ------------------- | --------------------------------------------- | ------------------------------------------------ | --------- | --------------------- |
| Marruecos           |                                               |                                                  |           |                       |
| Marrakech           | Aeropuerto de Marrakech-Menara                | easyJet (inicia 1 de mayo de 2025)               | A3xx      |                       |
| Túnez               |                                               |                                                  |           |                       |
| Enfidha             | Aeropuerto Internacional Enfidha-Hammamet     | easyJet (inicia 1 de mayo de 2025)               | A3xx      |                       |
| Asia                |                                               |                                                  |           |                       |
| Turquía             |                                               |                                                  |           |                       |
| Antalya             | Aeropuerto de Antalya                         | easyJet (inicia 1 de mayo de 2025)               | A3xx      |                       |
| Dalaman             | Aeropuerto de Dalaman                         | easyJet (inicia 1 de mayo de 2025)               | A3xx      |                       |
| Europa              |                                               |                                                  |           |                       |
| Bulgaria            |                                               |                                                  |           |                       |
| Burgas              | Aeropuerto de Burgas                          | BH Air (Estacional) (inicia 17 de junio de 2024) | A320-232  |                       |
| España              |                                               |                                                  |           |                       |
| Alicante            | Aeropuerto de Alicante-Elche Miguel Hernández | easyJet                                          | A3xx      |                       |
| Gran Canaria        | Aeropuerto de Gran Canaria                    | easyJet (reinicia 1 de mayo de 2025)             | A3xx      |                       |
| Málaga              | Aeropuerto de Málaga-Costa del Sol            | easyJet (Estacional)                             | A3xx      |                       |
| Palma de Mallorca   | Aeropuerto de Palma                           | easyJet (Estacional)                             | A3xx      |                       |
| Francia             |                                               |                                                  |           |                       |
| Grenoble            | Aeropuerto de Grenoble-Isère                  | easyJet (Estacional)                             | A3xx      |                       |
| París               | Aeropuerto de París-Charles de Gaulle         | easyJet                                          | A3xx      |                       |
| Italia              |                                               |                                                  |           |                       |
| Pisa                | Aeropuerto Internacional Galileo Galilei      | easyJet (inicia 1 de mayo de 2025)               | A3xx      |                       |
| Países Bajos        |                                               |                                                  |           |                       |
| Ámsterdam           | Aeropuerto de Ámsterdam                       | easyJet                                          | A3xx      |                       |
| Portugal            |                                               |                                                  |           |                       |
| Faro                | Aeropuerto de Faro                            | easyJet (Estacional)                             | A3xx      |                       |
| Suiza               |                                               |                                                  |           |                       |
| Ginebra             | Aeropuerto Internacional de Ginebra           | easyJet (Estacional)                             | A3xx      |                       |

## Estadísticas

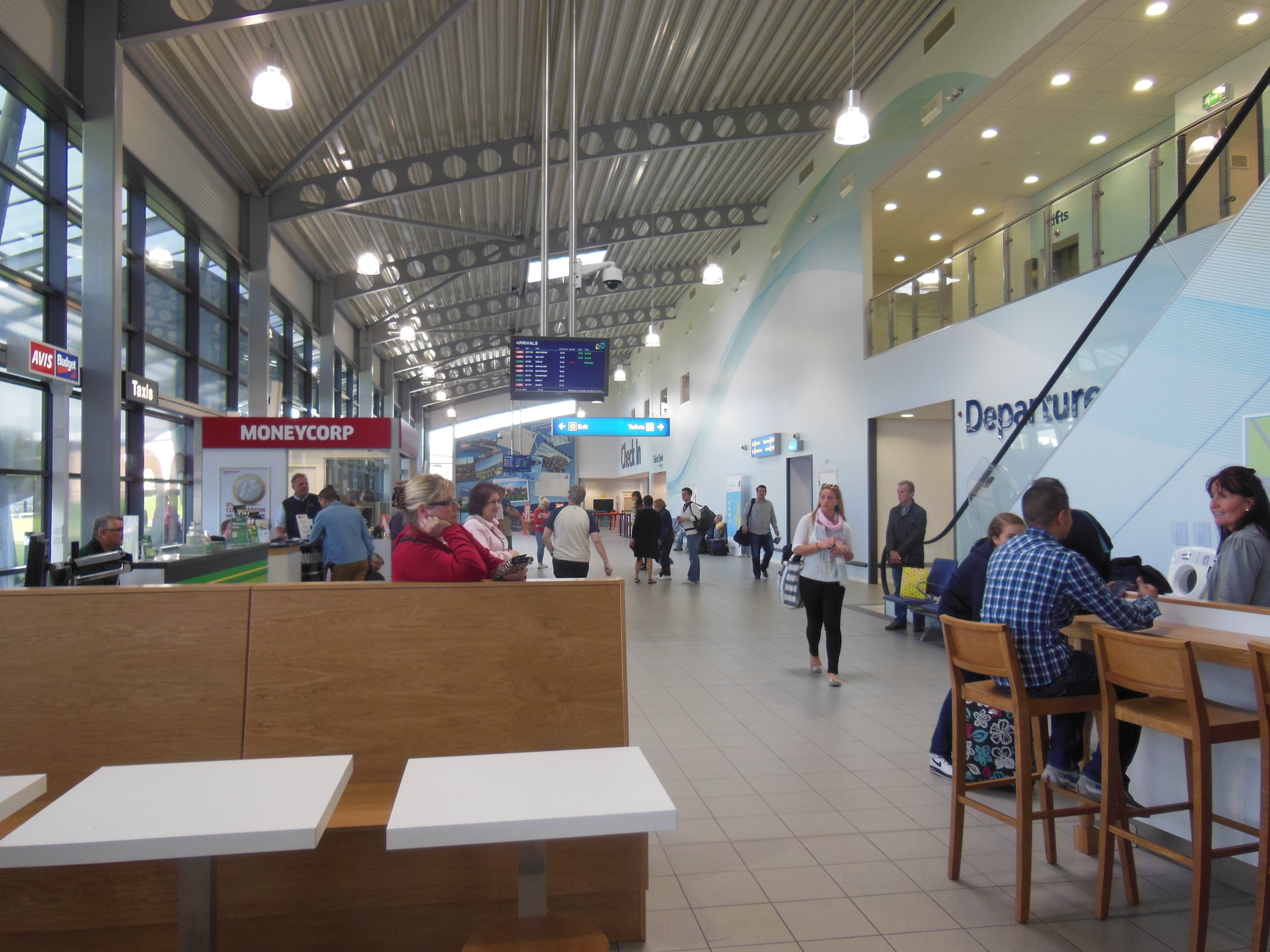
Interior de la terminal vista desde el café de arribos mostrando la zona de registro y escalera mecánica a salidas.

Ver fuente y consulta Wikidata.
| Rango | Aeropuerto                | Pasajeros | % Diferencia 2022 / 23            |
| ----- | ------------------------- | --------- | --------------------------------- |
| 1     | Málaga                    | 41.968    | 1.2%                              |
| 2     | Palma de Mallorca         | 36.734    | 30.1%                             |
| 3     | Ámsterdam                 | 30.441    | Ruta nueva o reiniciada para 2023 |
| 4     | Faro                      | 20.363    | 22.7%                             |
| 5     | Charles de Gaulle (París) | 8.412     | Ruta nueva o reiniciada para 2023 |
| 6     | Alicante                  | 5.819     | Ruta nueva o reiniciada para 2023 |
| 7     | Ginebra                   | 2.071     | Ruta nueva o reiniciada para 2023 |

## Incidentes
- El 11 de febrero de 1944, Boeing B-17 42-31694 del USAAF (511.º BS) accidente-aterrizado y quemado fuera en Southend, después de recibir daño de batalla en una redada encima Fráncfort.

- El 11 de mayo de 1944, B17G 42-107147 del USAAF (360BS) hizo unas ruedas de emergencia-arriba aterrizando con pesados flak daño después de una misión a Saarbrücken.

- El 12 de julio de 1957, un Lockheed Constelación de TWA hizo un aterrizaje de emergencia whilst routeing de Fráncfort a Heathrow, con un motor encima fuego.

- El 28 de julio de 1959, un Del este Anglian Servicios de Vuelo Vickers 614 Viking 1 (inscripción: G-AHPH) estuvo escrito fuera en un accidente de aterrizaje. Encima acercarse indicador de marcha principal derecho de la aeronave mostró que la marcha era unsafe. Un aterrizaje de emergencia estuvo hecho en la hierba paralela a la pasarela. La marcha correcta colapsada y la aeronave balanceó a la derecha, averiándolo más allá reparación. Ninguno de los 39 ocupantes estuvo herido.

- El 9 de octubre de 1960, un Handley Página Hermes de Halcón Airways (inscripción: G-ALDC) invadió la pasarela encima aterrizando, acabando a través del Shenfield a Southend línea de ferrocarril. La aeronave estuvo escrita fuera pero todo 76 personas a bordo sobrevivieron.

- El 3 de mayo de 1967, un Vickers Viscount de Canal Airways (inscripción: G-AVJZ) estuvo escrito fuera cuándo una hélice era feathered encima tomar-fuera. Dos personas en la tierra fueron asesinadas.

- El 4 de mayo de 1968, un Vickers Viscount de Canal Airways (inscripción: G-APPU) invadió la pasarela habiendo aterrizado en demasiado alto una velocidad. La aeronave estuvo escrita fuera.

- El 3 de junio de 1971, un Douglas DC-3 de Moormanair (inscripción: PH-MOA) regresó para un aterrizaje de emergencia con un motor parcialmente fallado, poco después salida al Netherlands llevando seguidores de Ajax Club de Fútbol. Invada encima aterrizando, colliding con un banco de tierra al final de la pasarela y ligeramente hiriendo 2 de los 32 pasajeros a bordo.

- l 4 de octubre de 1974 en 20:01 tiempo local, el ingeniero de vuelo de un DAT Douglas DC-6 (registrado OO-VGB) decidió a retract la marcha de nariz durante tomar-fuera incluso aunque la aeronave hubo no todavía lifted fuera, el cual pasó debido a un error de comunicación con los pilotos. El avión slid a lo largo de la pasarela, durante qué sufra menoscabo más allá reparación. 99 pasajeros habían sido a bordo el vuelo a Antwerp, uno de quien era severamente herido (otro cuatro recibió daños menores de evacuar la aeronave). Los seis miembros de tripulación quedaron ilesos.

- El 12 de septiembre de 1988, una aeronave que lleva los diarios hicieron un aterrizaje de accidente una noche a Mac Garaje en el Eastwood Carretera. Está sospechado que el piloto, quién sacó de Southend el aeropuerto intentaba para chocar tierra en la carretera recta, pero fallado y tan pilotado el avión al edificio deshabitado único. El piloto era Hugh de 33 años Forrester Brown de cercano Canewdon.

- El 11 de enero de 1988, un Vickers Viscount de British Air Ferries (Matrícula: G-APIM) sufrió una falla de freno y steering de tren de aterrizaje de nariz al prepararse para el despegue, colisionando con un Shorts 330 de Fairflight (Matrícula: G-BHWT). El Viscount fue posteriormente reparado y dado al Museo de Brooklands para su preservación.
- El 13 de julio de 2025 una pequeña aeronave (Beech B200 Super King Air) con destino Países Bajos se estrelló en torno a las 16:00 hora local, poco después del despegue.